# Trychosis albicaligata
Trychosis albicaligata är en stekelart som först beskrevs av Walsh 1873.  Trychosis albicaligata ingår i släktet Trychosis och familjen brokparasitsteklar. Inga underarter finns listade i Catalogue of Life.